# Warnstorfia procera
Warnstorfia procera är en bladmossart som beskrevs av Tuomikoski 1973. Warnstorfia procera ingår i släktet fattigkrokmossor, och familjen Amblystegiaceae. Inga underarter finns listade i Catalogue of Life.